# Awaji (Hyōgo)
Pour les articles homonymes, voir Awaji (homonymie).
Awaji (淡路市, Awaji-shi) est une ville située dans la préfecture de Hyōgo, au Japon.

## Géographie

### Situation
Awaji se situe dans le nord de l'île d'Awaji.

### Démographie
En mai 2023, la population d'Awaji s'élevait à 42 152 habitants, répartis sur une superficie de 184,32 km2.

## Histoire
Awaji a acquis le statut de ville en 2005.

## Culture locale et patrimoine
- Awaji Yumebutai
- Statue de la paix de Kannonji
- Izanagi-jingū

## Transports
Awaji est reliée à Honshu par le pont du détroit d'Akashi.